# Danh sách chương trình Khoái lạc đại bản doanh
Đây là danh sách các chương trình "Khoái lạc đại bản doanh".

## Danh sách chương trình

### 2011
| Ngày  | Chủ đề                                                                                      | Khách mời | Phim truyền hình/điện ảnh |
| 01/01 | Toàn dân cấp lực                                                                            | Ngôn Thừa Húc, Lang Lãng, Ngũ Nguyệt Thiên, China Dolls                                                                                      | |
| 08/01 |                                                                                             | Bành Vu Yến | |
| 15/01 |                                                                                             | Tạ Thiên Hoa, Trần Pháp Lạp, Lý Trị Đình, Hoàng Hạo Nhiên                                                                                    | "Khai tâm vạn tuế" |
| 22/01 |                                                                                             | Trương Hàn, Giang Khải Đồng, Dennis Oh, Kiều Kiều, Phan Chi Lâm, Lý Tương, Ngô Thần Quân                                                     | "Fall In Love" Chúng ta hẹn hò nhé" |
| 29/01 |                                                                                             | Lý Thấm, Ngô Quân Như | |
| 05/02 |                                                                                             | (Phát lại) Hàn Canh, Châu Kiệt Luân, Lâm Chí Linh, Ngôn Thừa Húc, SHE                                                                        | |
| 12/02 | Khoái lạc gia tộc "Đại hội tố cáo"                                                          | (Phát lại) Lâm Chí Linh, Đào Triết, Bào Xuân Lai, Hà Nhuận Đông, Phạm Băng Băng, Đoàn phim "Chậm thì chết", Trương Kiệt                      | |
| 19/02 | Học viện Thần Mã đã khai giảng                                                              | (Phát lại) China Dolls, Ông Hồng, Đào Tuệ Mẫn, Phi Luân Hải, Đoàn kịch rối Tuyền Châu, Nghệ sĩ núi Đại Hưng An                               | |
| 26/02 |                                                                                             | Dương Mịch, Phùng Thiệu Phong, Hà Thịnh Minh, Đồng Lệ Á                                                                                      | "Cung tỏa tâm ngọc" |
| 05/03 |                                                                                             | Ba anh em họ Bao (Bao Tiểu Bách, Bao Tiểu Tùng, Bao Vĩ Minh)                                                                                 | |
| 12/03 |                                                                                             | Ngũ Nguyệt Thiên | |
| 19/03 |                                                                                             | Choo Ja-hyun, Trì Soái, Hoàng Tiểu Hổ | "Home Temptation" |
| 26/03 |                                                                                             | Triệu Hựu Đình, Quế Luân Mỹ, Lý Thần, Đổng Tuyền                                                                                             | |
| 02/04 |                                                                                             | Trương Kiệt, Vương Bảo Cường | |
| 09/04 |                                                                                             | Tôn Yến Tư, Trương Viễn, Hoàng Nhã Lỵ | |
| 16/04 |                                                                                             | Trần Kiện Phong, Dư Thiếu Quần | |
| 23/04 |                                                                                             | Tôn Hồng Lôi, Ngô Trấn Vũ, Cảnh Điềm, Chu Tử Kiêu, Trương Duệ                                                                                | |
| 30/04 |                                                                                             | Choo Ja-hyun, Lý Thể Hoa, Trì Soái, Đồ Lê Mạn, Trịnh Diệc Đồng                                                                               | "Home Temptation" |
| 07/05 | Độc nhất vô nhị                                                                             | La Chí Tường, Thẩm Lăng, Chu Tử Kiêu, mini girls                                                                                             | |
| 14/05 |                                                                                             | Cát Ưu, Tiểu Thẩm Dương, Hoàng Thu Sinh, Nguyễn Kinh Thiên, Phùng Thiệu Phong, Dương Mịch, Trương Kiệt                                       | |
| 21/05 |                                                                                             | Angelababy, Dư Văn Lạc, Từ Hào Oanh, Chu Tử Kiêu, Hàn Hỏa Hỏa                                                                                | |
| 28/05 |                                                                                             | F.I.R., Phương Đại Đồng, Tát Đỉnh Đỉnh | |
| 04/06 | Ba thần tượng lớn                                                                           | Viêm Á Luân, Lâm Hựu Gia, Nghê An Đông | |
| 11/06 | Muội lực tứ xạ                                                                              | Trương Huệ Muội, Vu Tiểu Đồng, Kim Bân, Trần Anh Tuấn, Tưởng Hoành Kiệt (YOYO)                                                               | |
| 18/06 |                                                                                             | Lưu Thanh Vân, Châu Tấn, Lương Triều Vĩ, Trương Chấn Nhạc                                                                                    | "Đại ma thuật sư" |
| 25/06 |                                                                                             | Lý Băng Băng, Ô Quân Mai, Tổ hợp vĩ nhân Tiêu Tương, Thợ trang điểm Hoàng Hoa                                                                | "Tuyết Hoa và cây quạt bí mật" |
| 02/07 | Chúng ta đang tuổi trẻ                                                                      | Trịnh Khải, Tôn Kiêu Kiêu, Kiều Kiều, Ngụy Nguy, Vương Lôi, Giang Khải Đồng, Phan Chi Lâm, Chi đội đặc tuần cảnh, Trường quân đội thiếu niên | "Tuổi trẻ của tôi ở Diên An" "Phong hoa chính mậu" |
| 09/07 | Hoan lạc gia niên hoa                                                                       | Phan Vĩ Bách, Kỷ Giai Tùng, Trương Chấn Nhạc, Diêu Trung Nhân                                                                                | |
| 16/07 | Cách cách cát tường                                                                         | Lý Thạnh, Lý Giai Hàng, Hải Lục, Trương Duệ, Tôn Diệu Kỳ, Benjamin, Khưu Tâm Chí, Đặng Tụy Văn, Phương Thanh Trác                            | "Tân Hoàn Châu Cách Cách" |
| 23/07 | Chủ bài đụng chủ bài                                                                        | Khưu Tâm Chí, Phương Thanh Trác, Tiêu Kính Đằng                                                                                              | "Tân Hoàn Châu Cách Cách" |
| 30/07 | Siêu sao có tôi càng sáng chói                                                              | Ngô Tôn, Tăng Dật Khả, Vũ Nghệ, Hoắc Vấn Hy                                                                                                  | |
| 06/08 | Lễ tình nhân đêm thất tịch vì có chương trình đặc biệt "Chúng ta kết hôn đi" mà ngưng chiếu | Lễ tình nhân đêm thất tịch vì có chương trình đặc biệt "Chúng ta kết hôn đi" mà ngưng chiếu                                                  | Lễ tình nhân đêm thất tịch vì có chương trình đặc biệt "Chúng ta kết hôn đi" mà ngưng chiếu |
| 13/08 |                                                                                             | Trịnh Sảng, Trương Hàn, Châu Hoa Kiện, Úc Khả Duy                                                                                            | |
| 20/08 | (Phát lại) Angelababy, Dư Văn Lạc, Từ Hào Oanh, Chu Tử Kiêu, Hàn Hỏa Hỏa                    | (Phát lại) Angelababy, Dư Văn Lạc, Từ Hào Oanh, Chu Tử Kiêu, Hàn Hỏa Hỏa                                                                     | (Vì thời gian chương trình phát sóng quá dài, lại thêm Cục Truyền hình ban hành "Quy định hạn chế chương trình giải trí" - không được chiếu chương trình có khách mời Hồng Kông, Đài Loan hoặc nước ngoài, bị Cục Truyền hình phạt phát lại một tuần，kỳ có Quách Phú Thành, Lady GaGa bị ép ngừng chiếu.) |
| 27/08 |                                                                                             | Tát Đỉnh Đỉnh (phần trước đây đã quay nhưng chưa phát), Lưu Nguy, Trương Lượng, Trương Duyệt Hiên, Trâu Dung                                 | |
| 03/09 | Vận động mùa hè                                                                             | Hàn Canh, Võ tăng chùa Thiếu Lâm, Nhóm xe đạp Toàn Phong Cực Hạn, Nhóm cổ vũ Đặc Kỹ                                                          | |
| 10/09 | Vậy thì kết hôn đi                                                                          | Lý Thần, Trương Tuấn Ninh, Tôn Phi Phi, Trịnh Khải, Phan Thần                                                                                | |
| 17/09 |                                                                                             | Lưu Thi Thi, Ngô Kỳ Long, Trịnh Gia Dĩnh, Lưu Tâm Du, Viên Hoằng, Lâm Canh Tân, Lưu Tùng Nhân, Lưu Vũ Hân                                    | "Bộ bộ kinh tâm" |
| 24/09 | Yêu nhất                                                                                    | Quách Phú Thành, Triệu Văn Tuyên, Đỗ Vũ Hàng, Giả Hoành Vĩ, Trương Diệc Trì, Bành Gia Tuấn                                                   | "Cách mạng Tân Hợi" |
| 01/10 | Muốn chính là phong cách                                                                    | Đặng Siêu, Diêm Ny, Trần Gia Thượng, Laurence Hứa, Hạ Kiền Triết, Tiểu Bồ Đào, Vương Thế Cương (Tử Tử)                                       | "Họa bích" |
| 08/10 | Ngày hè phấn khích                                                                          | Thái Nghiên, Lý Đa Hải, Hạ Kiền Triết, Trương Hựu Hách                                                                                       | |
| 15/10 | Tùng tờ lùng tùng xèng                                                                      | Mộ Dung Hiểu Hiểu, Dương Thừa Lâm, Hải Lục, Lý Thạnh                                                                                         | |
| 22/10 | Độc nhất vô nhị                                                                             | (Phát lại) La Chí Tường, Hạ Kiền Triết, Thầy DaMove, mini girls, Âu Đệ (điện thoại), Thẩm Lăng, Chu Tử Kiêu                                  | |
| 29/10 | Nhà có đàn ông tốt                                                                          | Trần Vũ Phàm, Bạch Bách Hà, Văn Chương, Diêu Địch, Trương Tử Huyên, Mã Y Lợi (điện thoại), Trương Kiệt (điện thoại)                          | "Thất tình 33 ngày" |
| 05/11 | Ngày hè kích tình                                                                           | Ngũ Nguyệt Thiên, Lưu Gia Hâm, Lưu Gia Hào                                                                                                   | "Truy mộng" |
| 12/11 | Đồng thoại ngày thu                                                                         | Trương Kiệt, Thái Trác Nghiên (điện thoại), Tổ hợp Shangri-La                                                                                | |
| 19/11 | Yêu anh như thế                                                                             | Trương Ngọc San, Na Anh, Viên Vịnh Nghi | |
| 26/11 | Tùy bạn thay đổi                                                                            | Tùng Minh, Nhuận Ny, Lưu Hiểu Khánh, Ngụy Thần, Trần Tường                                                                                   | |
| 03/12 | Tôi muốn chính là phong cách                                                                | Lưu Khải Uy, Dĩnh Nhi, Chu Bút Sướng, Cung Lâm Na                                                                                            | "Thiên sơn mộ tuyết" |
| 10/12 | Mơ ước nhanh hành động                                                                      | Chopstick Brothers, Thang Giai, Ngô Kiến Hào                                                                                                 | |
| 17/12 |                                                                                             | Hàn Hồng | |
| 24/12 | Hạnh phúc 1+1                                                                               | Hoàng Hải Ba, Tôn Kiên, Đồ Tùng Nham, Trương Hâm Nghệ, Lý Phỉ Nhi, Tống Siêu                                                                 | |

### 2012
| Ngày  | Chủ đề                           | Khách mời | Phim truyền hình/điện ảnh                        |
| 07/01 | Có còn nhớ không                 | Tăng Chí Vĩ, Lý Nhược Huyên, Khâu Khâu, Vương Tổ Lam, Nguyễn Triệu Tường, Lý Tư Tiệp, Trương Khả Di, Uông Hàm, Âu Đệ                             | "Kính trừu Phúc Lộc Thọ"                         |
| 14/01 | Người yêu hoàn mỹ                | Lee Min-ho, Cool Guy:Cố Hựu Minh, Từ Kiếm, Hướng Vân Long, La Kim Nguyên, Xa Ân Tuấn                                                             | Cool Guy                                         |
| 21/01 | Long tình mật ý                  | Châu Du Dân, Dương Mịch, Ella, Chu Diên Bình | "Trời sinh một đôi"                              |
| 28/01 | Phim hay                         | Thân Quân Nghị, Lữ Lương Vỹ, Bồ Ba Giáp, Thư Sướng, Trương Gia Nghê, Đỗ Thuần, Viên San San, Hà Thịnh Minh, Vương Dương                          | "Tân Ô Long sơn tiễu phỉ ký" Cung tỏa châu liêm" |
| 04/02 | Phát sóng nội dung quý giá       | Du Tùng Trạch, Vương Dương, Viên San San, Han Geng, Tiểu Thẩm Dương, Trương Tử Huyên, Văn Chương, Trần Vũ Phàm,...                               |                                                  |
| 11/02 | Bảng bảng bổng                   | Bàng Long, Phượng Hoàng Truyền Kỳ, Vương Quảng Thành (giáo viên múa trên quảng trường), Vương Lịch Hâm, Đàm Kiệt Hy, Tô Diệu Linh                |                                                  |
| 18/02 | Người yêu hoàn mỹ                | Lee Min-ho, Cool Guy:Cố Hựu Minh, Từ Kiếm, Hướng Vân Long, La Kim Nguyên, Xa Ân Tuấn                                                             | Cool Guy                                         |
| 25/02 | Vui vẻ trên đường                | Trương Kiệt, Thẩm Lăng, Tạ Nam, Đàm Duy Duy, Trần Vĩ (người Trung Quốc đầu tiên bay vòng quanh thế giới), Tôn Thiệu Vũ (nhiếp ảnh gia dưới nước) |                                                  |
| 03/03 | Tân ngữ tân nguyện               | Trương Bá Chi, Huỳnh Duy Đức, Tiểu Thẩm Dương, Trương Hinh Dư, Ngô Kiến Phi, Thẩm Phương Hi                                                      | "Sư tử Hà Đông 2"                                |
| 10/03 | Thân ái tiến về phía trước       | Đỗ Vấn Trạch, Hồ Binh, Tưởng Nghị, Hàn Tuyết, Mục Đình Đình                                                                                      | "Thân ái về nhà"                                 |
| 17/03 | Thời thượng nam nhân             | Lam Chính Long, Trần Tư Thành, Đồng Lệ Á | "Ẩm thực nam nữ", "Chuyện tình Bắc Kinh"         |
| 24/03 |                                  | Lý Thấm, Lâm Thân, Vương Lâm, Đinh Tử Tuấn, Vu Tiểu Vỹ                                                                                           | "Canh gác bầu trời", "Vẫn cứ yêu em"             |
| 07/04 | Chuyện thần tượng                | Lâm Tuấn Kiệt, Lý Vĩ, Võ Nghệ, Lưu Tâm |                                                  |
| 14/04 | Tôi yêu đại nữ nhân              | Lý Tiểu Lộ, Mã Tô, Nhậm Trọng, Tào Bính Côn, Giả Nãi Lượng, Giả Tịnh Văn                                                                         | "AA chế sinh hoạt", "Thái Bình công chúa bí sử"  |
| 21/04 | Vui vẻ khởi hành                 | Trương Hâm Nghê, Trương Dịch, Huỳnh Hiểu Minh | "Thất phu"                                       |
| 28/04 | Úc mãi giới                      | Lý Vân Địch, Tưởng Hân, Trương Hiểu Long, Đào Hân Nhiên, Lý Đông Học                                                                             | "Hậu cung Chân Hoàn truyện"                      |
| 05/5  | Bản sắc nam nhi                  | Tô Hữu Bằng, Hoàng Bột, Nhậm Đạt Hoa, Ngô Kì Long                                                                                                | "Sát sinh"                                       |
| 12/05 | Bằng hữu bằng hữu                | Dương Tông Vỹ, Ngôn Thừa Húc, Ngụy Đức Thánh, Du Đại Khánh                                                                                       |                                                  |
| 19/05 | Ai là vua trò chơi               | La Chí Tường |                                                  |
| 26/05 | Anh hùng khó làm                 | Triệu Hựu Đình, Angelababy, Quan Dĩnh | "Lưu manh anh hùng"                              |
| 02/06 | Hoan nghênh quan lâm             | Trương Tịnh Dĩnh, Quách Kính Minh, Địch An, Lý Thần (diễn viên)                                                                                  |                                                  |
| 09/06 | Ai là vua trò chơi               | EXO-M, Trương Tịnh Dĩnh, Lý Thần (diễn viên), Quách Kính Minh                                                                                    |                                                  |
| 16/06 | Là mỹ nam a                      | Chung Geun Hee |                                                  |
| 23/06 | Ngọn đuốc ngày hè                | Dương Mịch, Phí Tường |                                                  |
| 30/06 | Hot Summer                       | Hồ Ca, Lâm Canh Tân, Tưởng Kình Phu, Cổ Lực Na Trát, Đường Yên, Lưu Thi Thi                                                                      | "Hiên Viên kiếm"                                 |
| 07/07 | Cùng với người                   | Dung Tổ Nhi, Cổ Cự Cơ, Twins (nhóm nhạc), Vương Tử Hào, Vương Tử Kiệt, Lý Hiểu Nam, Cao Quảng Trạch                                              |                                                  |
| 14/07 | Kỉ niệm 15 năm                   | Tỉnh Bách Nhiên, Viêm Á Luân, Chung Hân Đồng, Đỗ Vấn Trạch, Ngô Khắc Quần                                                                        |                                                  |
| 21/07 | Kỉ niệm 15 năm                   | EXO (nhóm nhạc), Phượng Hoàng truyền kì, Trương Kiệt, Lâm Tuấn Kiệt                                                                              |                                                  |
| 28/07 | Cuộc sống ngọt ngào của chúng ta | Cam Vi, Tần Hạo, Kiều Nhậm Lương, Đồng Đại Vi, Quan Duyệt, Đổng Tuyền, Cao Vân Tường                                                             | "12 sự kiện li kì"                               |
| 04/08 | Nhiệt lượng tứ xạ                | Hàn Canh, Trần Kiến Châu |                                                  |
| 11/08 | Yêu nhất là em                   | Phạm Vĩ Kì, A Nhã |                                                  |
| 18/04 | Tâm tư phụ nữ bạn đừng đoán      | Mã Thiên Vũ, Lý Dịch Phong, Chu Tử Kiêu, Lee Da-hae, Phương An Na, Trịnh Nguyên Sướng                                                            |                                                  |
| 25/04 | Vô cùng tốt                      | Tôn Lệ, Thái Thiếu Phân, Tưởng Hân, Hàn Hỏa Hỏa                                                                                                  | "Hậu cung Chân Hoàn truyện                       |
| 01/09 | Cùng đi thôi                     | Hồ Ca, Tưởng Kình Phu, Cổ Lực Na Trát, Mã Tô, Quách Trân Nghê, Diệp Tổ Tân                                                                       | "Hiên viên kiếm", "Tân Bạch phát ma nữ"          |
| 08/09 |                                  | Ngưng chiếu, thay bằng lễ trao giải Kim Ưng |                                                  |
| 15/09 |                                  | Phạm Băng Băng |                                                  |
| 22/09 | Lên nào                          | Vương Truyền Quân, Tôn Nghệ Châu, Lâu Nghệ Tiêu, Trần Hách, Lí Kim Minh, Phan Vỹ Bá, Lý Thần (diễn viên)                                         | "Chung cư tình yêu                               |
| 29/09 |                                  | Tô Hữu Bằng, Y Năng Tịnh, Lưu Diệc Phi, Tăng Dật Khả                                                                                             | "Đổng tước đài"                                  |
| 01/10 |                                  | Phát lại ngày 14/07 |                                                  |
| 02/10 |                                  | Phát lại ngày 03/03 |                                                  |
| 03/10 |                                  | Phát lại ngày 07/07 |                                                  |
| 04/10 |                                  | Phát lại ngày 18/08 |                                                  |
| 05/10 |                                  | Phát lại ngày 18/02 |                                                  |
| 06/10 | Khóa giới ca vương               | Trần Dịch Tấn, Vương Quảng Thành |                                                  |
| 13/10 | Tôi dễ dàng sao                  | Hồ Ca, Ngô Kì Long, Phùng Đức Luân, Ngô Ngạn Tổ, Angelababy, Bành Vu Yến, Viên Hiểu Siêu                                                         | "Thái cực"                                       |
| 20/10 |                                  | Lâm Tâm Như, Uông Đông Thành, Lâm Canh Tân, Trương Luân Thạc                                                                                     | "Tỉ tỉ tiến lên"                                 |
| 27/10 | Thanh xuân hướng thượng          | Lý Thần (diễn viên), Đỗ Thuần, Nhậm Trọng, Mã Tô, Diêu Địch, Vương Lệ Khôn                                                                       | "Thanh niên Bắc Kinh"                            |
| 03/11 | Lên nào                          | Thái Y Lâm |                                                  |
| 10/11 | Gọi ta là đệ nhất                | Trần Nhất Băng, Lâm Hựu Gia, Chu Bút Sướng |                                                  |
| 17/11 | Vương tử style                   | Kim Hyun-joong |                                                  |
| 24/11 | Thanh xuân cố lên                | Vương Dục, Vương Dương, Lưu Sàn, Trương Bách Gia, Vương Lộ, Lý Giai Hàng, Chu Vịnh Đằng, Tôn Diệu Kỳ, Nghê Hồng Khiết                            | "Ma Lạt nữ binh"                                 |

### 2014
| Ngày  | Chủ đề                          | Khách mời | Phim truyền hình/điện ảnh                                                |
| 04/01 | Đi học đi                       | Chung Hán Lương, Trương Quân Ninh, Trương Mông, Giả Thanh, Hàn Đống, Thiểm Gia Thần                                                                          | Tuyên truyền phim điện ảnh "Thời gian đẹp nhất", "Tân thiên long bát bộ" |
| 11/01 | Nam thần trạm kế tiếp           | Quách Đào, Quách Tử Duệ, Lý Nhiên, Hoa Thần Vũ, Âu Hào, Bạch Cử Cương                                                                                        |                                                                          |
| 18/01 | Nữ nhân khó làm                 | Hà Cảnh, Từ Nhược Tuyên, Tưởng Mộng Tiệp, Chu Đan, Tôn Kiên, Vương Địch                                                                                      | "Hoàn mỹ giả thê 168"                                                    |
| 25/01 | Rất nhanh sẽ sang năm mới       | Hàn Canh, Trịnh Khải, Vương Lệ Khôn, Diêu Tinh Đồng, Trần Tư Thành, Đồng Lệ Á                                                                                | "Tiền nhậm công lược"                                                    |
| 01/02 | Đến tốt rồi                     | Trương Vệ Kiện, Trịnh Quốc Lâm, Huỳnh Hải Băng, Trương Duệ, Diệp Tổ Tân                                                                                      | "Tùy đường anh hùng"                                                     |
| 08/02 | Nam thần nữ thần tổng động viên | Đặng Siêu, Chương Tử Di, Phạm Băng Băng, Tống Thiến, Trương Lượng, Kha Chấn Đông                                                                             | Tổng hợp các trích đoạn bị cut                                           |
| 15/02 |                                 | Đặng Tử Kỳ, Tào Cách, Thượng Văn Tiệp, Lý Thái, Tôn Kiên, Vu Tiểu Đồng                                                                                       | Tôi là ca sĩ                                                             |
| 22/02 | Chúng ta liều thôi              | Trần Kiến Châu, Thành Long, Võ Nghệ, Triệu Lệ Dĩnh, Lý Thịnh, Đặng Luân, La Chí Tường                                                                        | Tổng hợp các trích đoạn bị cut                                           |
| 01/03 |                                 | Vương Truyền Quân, Tôn Nghệ Châu, Đặng Gia Giai, Lâu Nghệ Tiêu, Trần Hách, Lí Kim Minh, Lí Giai Hàng                                                         | "Chung cư tình yêu" 4                                                    |
| 08/03 | Nam thần trở về                 | Rain (nghệ sĩ), Thẩm Lăng, Võ Nghệ, An Kì Nhĩ, Lưu Sở Điềm                                                                                                   |                                                                          |
| 15/03 | Vạn vạn không ngờ tới           | Trần Tuệ Lâm, Trịnh Y Kiện | "Đạo mã kí"                                                              |
| 22/03 | Noãn nam đột kích               | Triệu Lệ Dĩnh, Lưu Khải Uy, Đinh Tử Tuấn, Park Hae-jin | "Người vợ bí mật"                                                        |
| 29/03 | Vừa thấy em liền cười           | Vương Tổ Lam, Mã Lệ, Thẩm Đằng, Giả Linh, Đỗ Hiểu Vũ |                                                                          |
| 05/04 | Có chuẩn bị mà đến              | Bạch Bách Hà, Trần Khả Tân, Đổng Thành Bằng, Dương Lặc, Vương Truyền Quân, Đặng Gia Giai, Tôn Nghệ Châu, Lâu Nghệ Tiêu, Trần Hách, Lí Kim Minh, Lí Giai Hàng | "Chung cư tình yêu"                                                      |
| 12/04 |                                 | Viên San San, Lục Nghị, Cao Vân Tường, Dương Dung, Vương Nhân Quân, Ngao Quân                                                                                |                                                                          |
| 19/04 | Bảo bối đi đâu thế              | Trần Hạo Dân và con gái, Dương Uy và con trai, Lưu Sướng và con gái, Lí Duệ và con gái                                                                       |                                                                          |
| 26/04 | Yêu rất giản đơn                | Thiến Lạp, Lý Tiểu Nhiễm, Trương Tuấn Hào |                                                                          |
| 03/05 | Nói đi liền đi                  | Trương Hàn, Hoa Thần Vũ, Trịnh Bội Bội, Lưu Đào, Trương Khải Lệ, Hứa Tình, Lí Phi Nhi                                                                        | "Hoa tỉ đệ" mùa 1                                                        |
| 10/05 | Triều lưu sinh hoạt gia         | Ngô Khắc Quần, Trương Thiều Hàm, Đặng Gia Giai, Viên Thành Kiệt                                                                                              |                                                                          |
| 17/05 | Gặp gỡ hạnh phúc                | Lưu Tuyền, Vương Thao, Trần Tiểu Xuân, Ứng Thể Nhi |                                                                          |
| 24/05 | Bảo bối xem con kìa             | Quách Hiểu Đông và con trai, Trâu Thị Minh và con trai, Thang Trấn Nghiệp và con gái                                                                         |                                                                          |
| 31/05 | Thiếu niên cường                | TFBoys, Lý Gia Thành, Trương Tử Phong, Âu Dương Na Na, Lưu Hạo Nhiên                                                                                         |                                                                          |
| 07/06 | Mùa hè thả lỏng                 | Trần Hiểu Đông, Đường Nghệ Hân, Từ Chính Hi, Mao Lâm Lâm | "Cố lên người yêu"                                                       |
| 14/06 | Bằng hữu không biên giới        | Ni Khôn, Trương Hữu Ninh, Tôn Kiên, Ngụy Đại Huân |                                                                          |
| 21/06 | Nam thần tuyên bố               | Đặng Siêu, Lý Tử Phong, Triệu Lỗi, Hộ Trung Hán, Kim Đại Xuyên, Thẩm Tuân An, Vương Hạo Ngọc, Tô Hàng                                                        |                                                                          |
| 28/06 | Ba ba của tôi là nam thần       | Huỳnh Lỗi và con gái, Dương Uy và con trai, Lục Nghị và con gái, Tào Cách và các con, Ngô Trấn Vũ và con trai                                                | "Bố ơi mình đi đâu thế" mùa 2                                            |
| 05/07 | Học viện nam thần               | EXO (nhóm nhạc) |                                                                          |
| 12/07 | Nam thần tụ họp                 | Park Yoo-chun, Lý Dịch Phong, Mã Thiên Vũ, Trần Vỹ Đình | "Cổ kiếm kì đàm"                                                         |
| 19/07 | Nam thần thật đẹp               | Quách Kính Minh, Khương Triều, Cẩm Vinh, Kha Chấn Đông, Trần Học Đông, Quách Thái Khiết, Tạ Y Lâm                                                            | "Tiểu thời đại" 3                                                        |
| 26/07 | Nam thần làm sao vậy?           | Hàn Hàn, Phùng Thiệu Phong, Trần Bách Lâm, Lưu Sở Điềm, Trương Sở Hi, Quách Hồng Đóa                                                                         | "Không ngày gặp lại"                                                     |
| 02/08 | Nam thần khác biệt              | La Chí Tường, Mao Tuấn Kiệt, Khoái tử huynh đệ, Mẹ Lý Duy Gia, Mẹ Đỗ Hải Đào                                                                                 | "Thâm Quyến hợp tô ký"                                                   |
| 09/08 | Nam thần ký                     | Phan Vỹ Bá, Trương Lượng, Diệp Tử Vũ, Tô Lai Đề |                                                                          |
| 16/08 | Cùng em qua mùa hè              | Dương Thừa Lâm, Trịnh Khải, Trần Kiện Phong, Thư Sướng | "Nhất kiến bất chung tình"                                               |
| 23/08 | Mỹ nam cổ trang                 | Lý Dịch Phong, Mã Thiên Vũ, Trần Vỹ Đình, Trương Trí Nghiêu, Viên Hoằng, Dư Thiếu Quần                                                                       | "Cổ kiếm kì đàm"                                                         |
| 30/08 | Nhà tôi có một đại nam thần     | Trương Kiệt, Đinh Tuấn Huy, Trương Nghệ Hãn | Tổng hợp các trích đoạn bị cut                                           |
| 06/09 | Thập niên 80                    | Tạ Đình Phong, Cao Viên Viên, Lý Vũ Xuân, Trương Tuấn Hào, Kim Đà                                                                                            | "Một đời một kiếp"                                                       |
| 13/09 | Thế hệ thanh xuân mới           | Trần Hiểu, Quan Trí Bân, La Tấn, Trương Triết Hạn, Kim Thế Giai, Trương Dật Kiệt, Mễ Nhiệt, Vu Chính                                                         | "Chế tạo mỹ nhân"                                                        |
| 20/09 | Trở lại vườn trường             | Hồ Ca, Tần Hạo, Hàn Đống, Kiều Chấn Vũ, Đức Bách, Thạch Nhụy, Tiêu Húc                                                                                       | "Phong trung kì duyên"                                                   |
| 27/09 | Ra ngoài chơi nào               | Tiêu Á Hiên, Xa Bưu, Phùng Tường, Trần Nhuận Hoa, Đường Hiểu Thiên                                                                                           |                                                                          |
| 04/10 | Ái ngã sở ái                    | Triệu Vy, Đồng Đại Vi, Trương Dịch | "Mẹ hổ bố mèo"                                                           |
| 11/10 |                                 | Ngừng phát sóng, thay bằng Lễ trao giải Kim Ưng |                                                                          |
| 18/10 | Tới nhà mình chơi đi            | Dương Uy, Dương Vân, Dương Văn Xương, Lý Tiểu Bằng, Lý An Kỳ, Dương Binh, Hồ Ngạn Tuê, Olga                                                                  |                                                                          |
| 25/10 | Đối thủ của ta là nam thần      | Park Yoo-chun, EXO (nhóm nhạc) | Tổng hợp các trích đoạn bị cut                                           |
| 01/11 | Trở lại vườn trường             | Trần Học Đông, Trần Ý Hàm, Mã Hạo Hiên, Tây Mông Tử, An Nhĩ Kì, Lục Dục Lâm, Vương Tử Tuyền, Trần Tư Thành                                                   |                                                                          |
| 08/11 | Mạnh mẽ yêu                     | Đường Yên, Trương Lương Dĩnh, Lưu Diệc Phi, Lý Dịch Phong, Giả Nãi Lượng                                                                                     | "Lộ thủy hồng nhan"                                                      |
| 15/11 | Hoàng kim tổ hợp                | Khoái tử huynh đệ, Phượng Hoàng truyền kì, Trương Tuấn Hào, Khúc Tuyền Ki, Kỉ Mẫn Giai, Lưu Hướng Viên                                                       |                                                                          |
| 22/11 | Không đánh không quen biết      | Bành Vu Yến, Tỉnh Bách Nhiên, Vương Lạc Đan, Hồng Gia Ban, Ngụy Ngọc Hải, Ngụy Quốc Khánh, Khổng Tường Văn, Thạch Chiêm Bưu, Tống Thục Hâm                   | "Hoàng Phi Hồng: anh hùng hữ mộng"                                       |
| 29/11 | Stress mau biến đi              | Hàn Hồng, Tiểu Thẩm Dương, Chí Thượng Lệ Hợp, Trương Nghệ Hãn, Trần Vệ Dân, Lai Lệ                                                                           |                                                                          |
| 06/12 | Lão sư người thật giỏi          | Tống Giai, Trương Hâm Di, Tô Hiểu Đồng, Lý Hiểu Phỉ, Trần Học Đông....                                                                                       | "49 ngày"                                                                |
| 13/12 | Hội bạn học năm ấy              | Bành Vu Yến, Ngụy Thần, Nghê Ni, Trịnh Khải, Trương Tử Huyên                                                                                                 | "Năm tháng vội vã"                                                       |
| 20/12 | Cung tân kỹ                     | Phạm Băng Băng, Trương Phong Nghị, Lí Trị Đình, Trương Quân Ninh                                                                                             | "Võ Mị Nương truyền kì"                                                  |
| 27/12 | Hiệp cốt nhu tình               | Trần Hiểu, Trần Nghiên Hy, Trương Hinh Dư, Tôn Diệu Kỳ, Nghiêm Khoan, Dương Dung, Trần Tường                                                                 | "Thần điêu đại hiệp"                                                     |

### 2015
| Ngày  | Chủ đề                                    | Khách mời | Phim truyền hình/điện ảnh                                   |
| 03/01 | Gừng càng già càng cay                    | Tôn Nam, Trần Vũ Phàm, Hồ Hải Tuyền, Hoa Thần Vũ, Dương Quang | Tuyên truyền show "Tôi là ca sĩ" mùa 3                      |
| 10/01 | Vận bất vận                               | Trịnh Nguyên Sướng, Uông Đông Thành, Từ Lộ, Trương Hinh Dư | "Vì độc thân nên bên nhau"                                  |
| 17/01 | Học viện thần tượng                       | Han Geng, Châu Bút Sướng, Uniq (Unix) |                                                             |
| 24/01 | Cùng nhau trưởng thành                    | Vương Diễm, Thiệu Binh, Mã Cảnh Đào, Hoàng Nhã Lỵ | "Bảo bối, xin lỗi"                                          |
| 31/01 | Người bạn diệu kỳ                         | Đỗ Hải Đào, Lý Vũ Xuân, Hồ Hạnh Nhi, Nghê Ni, Hoàng Hiên | Show "Người bạn diệu kỳ                                     |
| 07/02 | Đoàn viên                                 | Thành Long, Vương Nhược Tâm, Lâm Bằng, Hàn Canh, Cổ Cự Cơ, Mẹ Lý Duy Gia                                                                                              | "Thiên tướng hùng sư", "Tôi là ca sĩ" mùa 3                 |
| 14/02 | Hỉ khí dương dương                        | Lục Nghị, Bào Lôi, Bối Nhi, Tào Cách, Tào Ân Hoa, Huỳnh Lỗi, Tôn Lợi, Huỳnh Ức Tình, Dương Uy, Dương Vân, Dương Dương Dương                                           | Show Bố ơi! Mình đi đâu thế? mùa 2                          |
| 21/02 | Niên hội nhạc phiên thiên                 | Lý Dịch Phong, Đường Yên, Thư Sướng, Hoàng Minh, Lý Khê Nhuế, Huỳnh Mộng Đảng, Lưu Triệu Kiềm                                                                         | Phim truyền hình "Hoạt sắc sinh hương"                      |
| 28/02 | Tổng hợp các trích đoạn bị cut            | Thành Long, Lý Vũ Xuân, Tạ Đình Phong, Hàn Hồng, Tiểu Thẩm Dương, Thiêns Lạp, Lục Nghị, Tào Cách                                                                      |                                                             |
| 07/03 | Nam chính xuất sắc nhất                   | Hoàng Hiên, Chu Á Văn, Bành Quán Anh, Hoắc Kiến Hoa | Cao lương đỏ (phim 2014), "Kim ngọc lương duyên"            |
| 14/03 | Cảm ái phúc lợi xã                        | Huỳnh Hiểu Minh, Kiều Nhậm Lương, Trương Nghệ Hưng | Cẩm tú duyên hoa lệ mạo hiểm                                |
| 21/03 |                                           | Ngô Diệc Phàm, Dương Dương (diễn viên), Trương Hàn, Trần Vỹ Đình | "Thiếu niên tứ đại danh bổ"                                 |
| 28/03 | Thuyết thoại chi đạo                      | Lý Thần (diễn viên), Trịnh Khải, Giả Linh, Trần Ý Hàm | Phim điện ảnh "Chúng ta kết hôn đi"                         |
| 04/04 | Cùng nhau trải qua thanh xuân             | TFBoys, Phượng Hoàng truyền kì |                                                             |
| 11/04 | Nói đi liền đi                            | Trương Hàn, Hoa Thần Vũ, Trịnh Bội Bội, Lưu Đào, Hứa Tình, Trương Khải Lệ, Lý Phi Nhi                                                                                 | Show "Hoa tỉ đệ" mùa 1                                      |
| 18/04 | Trở lại thanh xuân                        | Tô Hữu Bằng, Quan Hiểu Đồng, Trần Đô Linh, Mã Tư Thuần, Hồ Hạ, Âu Hào                                                                                                 | Phim điện ảnh "Tai trái"                                    |
| 25/04 | Cuộc khiêu chiến mạnh nhất                | Psy, Giả Thanh, Vương Tử, Lý Mậu | "Lời nói dối của vợ"                                        |
| 02/05 | Yêu, không chấp nhận                      | Huỳnh Hiểu Minh, Dương Mịch, Angelababy, Hà Tuệ, Mã Tô | Phim điện ảnh "Bên nhau trọn đời"                           |
| 09/05 | Nam tử hán chân chính                     | Vương Bảo Cường, Lưu Hạo Nhiên, Trương Phong Nghị, Viên Hoằng, Quách Hiểu Đông, Đỗ Hải Đào                                                                            | Show "Take a real man"                                      |
| 16/05 |                                           | Tỉnh Bách Nhiên, Dương Dương (diễn viên), Hứa Tình, Trương Hàn, Trì Xương Húc                                                                                         | Show "Hoa tỉ đệ" mùa 2                                      |
| 23/05 | Còn không điên cuồng sẽ già đi            | Mao A Mẫn, Hứa Tình, Ninh Tĩnh, Trần Ý Hàm, Trịnh Sảng, Tỉnh Bách Nhiên, Dương Dương (diễn viên)                                                                      | Show "Hoa tỉ đệ" mùa 2                                      |
| 30/05 | Đứng dậy nào                              | Hà Nhuận Đông, Trương Quân Ninh, Viên San San, Đổng Thành Bằng | Phim điện ảnh "Hiệp sĩ bánh rán", "Bạn trai của tôi và chó" |
| 06/06 | Tổng hợp các trích đoạn bị cut            | Huỳnh Hiểu Minh, Kiều Nhậm Lương, Dương Mịch, Mã Tô |                                                             |
| 13/06 |                                           | Lý Dịch Phong, Trương Trí Nghiêu, Lưu Thiên Tá, Ngụy Nguy | "Đạo mộ bút kí"                                             |
| 20/06 | Nam nhân bang                             | Giả Nãi Lượng, Huỳnh Tông Trạch, Trương Vân Long, Cao Vỹ Quang, Lý Tử Phong,                                                                                          | "Vẫn cứ thích em                                            |
| 27/06 | Tôi chỉ tin em                            | Hoắc Kiến Hoa, Triệu Lệ Dĩnh, Tưởng Hân, Trương Đan Phong, Mã Khả, Lý Thuần                                                                                           | "Hoa thiên cốt"                                             |
| 04/07 | Dành dành nở hoa                          | Lý Dịch Phong, Ngụy Đại Huân, Trương Dư Hi, Tưởng Kình Phu, Trương Tuệ Văn, Lý Tâm Ngải, Tống Dật, Đỗ Thiên Hạo, Vương Hữu Thạc, Sài Cách, Trương Vân Long, Hoàng Lỗi | "Dành dành nở hoa                                           |
| 11/07 | Chúng ta 18 tuổi                          | Lý Dịch Phong, Tưởng Kình Phu, Tô Hữu Bằng, Ngô Kỳ Long, Ngụy Đại Huân, Lý Mân, Trương Tuệ Văn                                                                        |                                                             |
| 18/07 | Mỹ nam khác biệt                          | Jung Yong-hwa, Lâm Tuấn Kiệt, Dương Dương (diễn viên), Ngô Lỗi, Bạch Kính Đình                                                                                        | "Thiếu nữ toàn phong"                                       |
| 25/07 | Lưu luyến mùa hạ                          | Vương Lạc Đan, Châu Du Dân, Giang Nhất Yến, Giang Sơ Ảnh, Nguyễn Kinh Thiên, Hoàng Hiên                                                                               | "Trạch nữ trinh thám Quế Hương", "Thành phố tình yêu"       |
| 01/08 | Mùa hè điên cuồng                         | Trần Ý Hàm, Dương Hựu Ninh, Chu Bút Sướng, Hồ Hạ | "Tân Bộ bộ kinh tâm"                                        |
| 08/08 | Lốp dự phòng                              | Trương Đan Phong, Mã Khả, Từ Hải Kiều, Giả Nãi Lượng, Dĩnh Nhi, Đỗ Thuần                                                                                              | "Hoa thiên cốt", "Thanh xuân của băng và lửa"               |
| 15/08 |                                           | Viên Hoằng, Nhậm Trọng, Trương Lượng, Trần Hiểu | "Ba hôn lễ của tôi và mối tình đầu", "Chiến dịch kết hôn"   |
| 22/08 | Thần tượng đến rồi                        | Trương Huệ Mẫn, Cổ Cự Cơ, Ngụy Đại Huân, Võ Nghệ, Ngụy Thần |                                                             |
| 29/08 | Ai là gián điệp                           | Vương Tổ Lam, Hồ Ca, Tôn Kiên, Vương Khải, Cận Đông | "Kẻ ngụy trang"                                             |
| 06/09 | Đồng phục mỹ nam                          | Lưu Hạo Nhiên, Ngô Lỗi, Trần Tường, Là Tấn, Trương Nhược Quân, Kim Đại Xuyên                                                                                          | "Pháp sư vô tâm"                                            |
| 13/09 | Thế giới lớn như vậy, tôi muốn đi xem xem | Trương Hàm Vận, Trương Dư Hi, CNBLUE, Lee Jong Suk | Tổng hợp các trích đoạn bị cut                              |
| 20/09 | Lạc lối ở Hồng Kông                       | Triệu Vy, Từ Tranh, Uyển Quỳnh Đan, Bao Bối Nhĩ, Bát Lưỡng Kim | "Lạc lối ở Hồng Kông"                                       |
| 27/09 | Nguyệt lượng chi thượng                   | Diêu Thần, Triệu Hựu Đình, Đường Yên, Lý Quang Khiết, Mẹ Lý Duy Gia                                                                                                   | "Chín tầng yêu tháp"                                        |
| 03/10 | Hoàng kim hợp tác                         | Cao Viên Viên, Lâm Chí Dĩnh, Lâm Tuấn Kiệt, Triệu Lệ Dĩnh, Trần Vỹ Đình, Ngô Kì Long                                                                                  | Game "Bộ lạc xung đột", "Thục sơn chiến kỉ"                 |
| 10/10 |                                           | Châu Tấn, Bạch Bách Hà, Lưu Sướng, Đường Nghệ Hân, Bạch Cử Cương, Kim Thế Giai                                                                                        | "Cùng Anthony vượt qua năm tháng dài đằng đẵng"             |
| 17/10 | Ai nói tôi không được                     | Từ Hải Kiều, Trương Đan Phong, Trần Hiểu, Đỗ Thuần, Thẩm Đằng, Mã Lệ                                                                                                  | "Vân trung ca", "Hoa thiên cốt", "Hạ Lạc rất phiền muộn"    |
| 24/10 | Tối cường bài vị chiến                    | Kinh Siêu, Tiêu Tuấn Diễm, Vương Truyền Quân, Kiều Chấn Vũ, Trịnh Khải, Quách Thái Khiết                                                                              | "Đồ tồi nhất định phải chết", "Thanh xuân tập kết hào"      |
| 31/10 | Chân tướng                                | Dương Mịch, Lu Han (ca sĩ), Chu Á Văn, Lưu Nhuế Lân | "Tôi là nhân chứng"                                         |
| 07/11 | Nam nữ tranh đấu                          | Trần Tiểu Xuân, Ứng Thể Nhi, Dương Uy, Dương Vân, Trần Tường, Mao Hiểu Đồng                                                                                           |                                                             |
| 14/11 | Vương bài đặc công                        | Trương Lượng, Đậu Kiêu, Tống Thiến, Vương Bảo Cường, Lưu Hạo Nhiên, Trần Tư Thành                                                                                     | "Phá án phố người hoa", "Toàn viên gia tốc", "Bí mật mĩ lệ" |
| 21/11 | Bảo bối kế hoạch                          | Lý Tiểu Lộ, Trương Nghệ Hưng, Trần Học Đông, Khương Văn, Điềm Hinh | "Đứa trẻ từ trên trời rơi xuống"                            |
| 28/11 | Hợp tác bí mật                            | Dương Mịch, Chu Bút Sướng, Địch Lệ Nhiệt Ba, Trương Vân Long, Võ Nghệ, Bao Bối Nhĩ                                                                                    | "Phanh nhiên tinh động"                                     |
| 05/12 | Cuộc chiến thời không                     | Hà Nhuận Đông, Ngụy Thiên Tường, Angelababy, Trịnh Khải, Đỗ Thuần | "Bí mật mĩ lệ", "triệu hồi thời không"                      |
| 12/12 | Ngoạn chuyển Tây Du                       | Giả Nãi Lượng, Điềm Hinh, Bạch Khách, Khiếu Thú, Dương Tử San, Mike, Mã Thiên Vũ                                                                                      | "Vạn vạn không ngờ tới"                                     |
| 19/12 | Siêu Lệ high                              | Đặng Siêu, Tôn Lệ, Du Bạch Mi, Đại Lạc Lạc | "Thiên sứ xấu xa"                                           |
| 26/12 |                                           | Ngô Diệc Phàm, Chu Á Văn, Âu Dương Na Na, Lý Dịch Phong, Bạch Cử Cương, Võ Nghệ                                                                                       |                                                             |

### 2016
| Ngày  | Chủ đề                         | Khách mời | Phim truyền hình/điện ảnh                                                   |
| 02/01 | Tốt với tôi nhiều nhất         | Tưởng Kình Phu, Lục Nghị, Thẩm Đằng, Mã Lệ | Tuyên truyền phim truyền hình "Tần thời minh nguyệt"                        |
| 09/01 | Tổng hợp các trích đoạn bị cut | Ngô Kì Long, Triệu Lệ Dĩnh, Trần Vỹ Đình, Chu Á Văn, Lưu Nhuế Lân, Lộc Hàm, Dương Mịch, Lý Dịch Phong, Ngô Diệc Phàm                                            | "Thục sơn chiến kỉ", "Tôi là nhân chứng"                                    |
| 16/01 | Nữ thần và nam khuê mật        | Trần Kiều Ân, Cao Viên Viên, Kiều Nhậm Lương, Hàn Hỏa Hỏa, Nhậm Trọng, Mã Tô                                                                                    |                                                                             |
| 23/01 | Tổng hợp các trích đoạn bị cut | Châu Tấn, Bạch Bách Hà, Lưu Sướng, Dương Dương Dương, Dương Uy                                                                                                  |                                                                             |
| 30/01 | Đoạt hồng bao                  | Ngụy Đại Huân, Thẩm Đằng, Mã Lệ, Võ Nghệ, Ngụy Thần |                                                                             |
| 07/02 | Mẹ của tôi!                    | Huỳnh Hiểu Minh cùng Mẹ, Hàn Đông Quân cùng Mẹ, Dương Uy cùng Mẹ, Trâu Thị Minh cùng Mẹ, Trương Thiên Ái, Thịnh Nhất Luân....                                   | "Thái tử phi thăng chức kí                                                  |
| 13/02 | Tổng hợp các trích đoạn bị cut | Diêu Thần, Triệu Hựu Đình, Đường Yên |                                                                             |
| 20/02 | Tiêu tiêu nhạc                 | Trần Học Đông, Tưởng Kình Phu, Trần Hạo Dân, Mục Đình Đình, Trình Nghiễn Thu, Tôn Kiêu Kiêu, Đại Trương Vỹ, Cù Dĩnh, Bạch Khải Nam, Thẩm Lăng                   | "Thiên thiên hữu hỉ"                                                        |
| 27/02 | Đường làm quan rộng mở         | Kim Thần, Trương Nhược Vân, Phó Tân Bác, Thái Kỳ, Cù Thiên Lâm, Lý Khắc Cần, Lý Tử Phong, Hàn Hỏa Hỏa, Trần Âu                                                  | Tuyên truyền phim "Truyền thuyết Thanh Khâu Hồ" và show "Toàn viên gia tốc" |
| 05/03 | Nam nữ đối đầu                 | Lưu Đào, Mã Tô, Dương Ngọc Oánh, Vương Đại Lục, Cao Vân Tường                                                                                                   |                                                                             |
| 12/03 | Tôi là ca sĩ                   | Trương Tín Triết, Dung Tổ Nhi, Hoàng Trí Liệt, Từ Giai Oánh | "Tôi là ca sĩ" mùa 4                                                        |
| 19/03 | Những người thừa kế            | Trịnh Sảng, Trịnh Thành Hoa, Đỗ Thuần, Đỗ Chí Quốc, Tào Cách, Tào Cảnh Đường, Winner (ban nhạc)                                                                 |                                                                             |
| 26/03 | Siêu năng đại anh hùng         | Trần Khôn, Yoona, Cao Dĩ Tường, Bạch Cử Cương, Quách Tuấn Thần                                                                                                  | phim truyền hình "Võ thần Triệu Tử Long", Phim điện ảnh "Anh hùng lẩu"      |
| 02/04 | Sức quyến rũ của đàn anh       | Park Hae-jin, Trần Vỹ Đình, Ngụy Đại Huân, Trương Lượng, Trần Hiểu, Lương Điền, Lưu Nhuế Lân, Lý Hiện                                                           |                                                                             |
| 09/04 | Bất công khiêu chiến           | Lưu Hạo Nhiên, Lưu Khải Uy, Cha Tae-hyun, Trương Bân Bân | "Tịch mịch không đình xuân dục vãn", "Cô nàng ngổ ngáo 2"                   |
| 23/04 | Sổ tay rèn luyện thanh xuân    | Tô Hữu Bằng, Quách Xu Đồng, Vương Hạc Nhuận, Triệu Văn Long, Đình Quan Sâm, Mã Tư Thuần, Quan Hiểu Đồng, Bạch Kính Đình, Lý Hồng Nghị, Tần Hạo, Trương Tiểu Hậu | Phim điện ảnh "Thanh xuân của ai không mơ hồ"                               |
| 30/04 | Có chuyện gì vui vậy?          | Đường Yên, Lý Thần (diễn viên), Ngụy Đại Huân, Hác Lôi | Phim điện ảnh "Người hợp tác ước mơ"                                        |
| 07/05 | Hà viên ngoại kén rể           | Lâm Tâm Như, Yoona, Lâm Canh Tân, Mã Thiên Vũ | Phim truyền hình "Võ thần Triệu Tử Long"                                    |
| 14/05 | Tôi nghĩ                       | Trương Kiệt, Lý Mân, Cổ Cự Cơ |                                                                             |
| 21/05 | Kinh thiên đặc công đoàn       | Tống Trọng Cơ, Giả Linh, Đặng Nam Tử |                                                                             |
| 28/05 | Bảo vệ cô dâu                  | Giả Linh, Thái Trác Nghiên, Henry Lau, Cổ Lực Na Trát, Hàn Đông Quân, Bao Bối Nhĩ                                                                               | webdrama "Mật thám hoan hỉ", "Tiên kiếm vân chi phàm"                       |
| 04/06 | Thần thám siêu mạnh            | Trương Hàn, Vu Tiểu Đồng, Hoàng Tông Trạch, Vương Âu, Trương Nhược Vân                                                                                          | "Mười tội ác"                                                               |
| 11/06 | Vua trang bìa                  | Trần Học Đông, Âu Dương Na Na, Bành Tâm thần, Trương Đan Phong, Uông Đạc, Hoàng Trí Liệt                                                                        | "Vâng, Thượng tiên sinh!"                                                   |
| 18/06 |                                | Trịnh Nguyên Sướng, Kim Thần, Ngô Lỗi, Mã Tô, Trương Lượng | "Tiên kiếm vân chi phàm"                                                    |
| 25/06 | Hàng xóm của tôi               | Dương Tử, Bành Vu Yến, Dương Mịch, Tưởng Hân, Quách Phú Thành, Chu Bút Sướng, Dương Hữu Ninh, Lý Khê Nhuế                                                       | "Hoan lạc tụng", "Hàn chiến 2"                                              |
| 02/07 | Trở về quá khứ                 | Chu Á Văn, Tống Giai, Bao Bối Nhĩ, Bao Văn Tịnh, Lý Hiện, Tiêu Tuấn Diễm, SNH48                                                                                 |                                                                             |
| 09/07 | Thế vận hội                    | Tống Thiến, Đỗ Thuần, Trương Nhất Sơn, Uông Đông Thành, Mã Thiên Vũ, Trương Manh                                                                                | "Vương quốc ảo", "Dư tội"                                                   |
| 16/07 | Đại chiến trại hè              | Trần Học Đông, Lâm Canh Tân, Trương Tĩnh Sơ, An Dĩ Hiên, Kinh Siêu, Đằng Cách Nhĩ                                                                               | "Giải mật", "Tay nhanh tay súng tay súng nhanh"                             |
| 23/07 | Ngôi sao sáng nhất             | TFBoys, Lý Vũ Xuân |                                                                             |
| 30/07 | Ái đại mạo hiểm                | Triệu Lệ Dĩnh, Trần Vỹ Đình, Nhậm Trọng, Vương Tử Văn, Jessica Jung,                                                                                            | "Chuyện nhỏ điên cuồng đó gọi là yêu"                                       |
| 06/08 | Tổng hợp các trích đoạn bị cut | Trần Học Đông, Lâm Canh Tân, Dương Ngọc Oánh, Vương Đại Lục, Cao Vân Tường, Hàn Đông Quân, Thái Trác Nghiên, Bao Bối Nhĩ, Dung Tổ Nhi, Hoàng Trí Liệt, Cổ Cự Cơ |                                                                             |
| 13/08 | Anh ta thật thú vị             | Hoàng Tử Thao, Tỉnh Bách Nhiên, Angelababy, Trương Nhất Sơn, Đàm Tùng Vận, Ngô Thiến                                                                            | Phim điện ảnh "Yêu em từ cái nhìn đầu tiên"                                 |
| 20/08 | Anh ta thật thú vị (tiếp)      | Hoàng Tử Thao, Tỉnh Bách Nhiên, Angelababy, Trương Nhất Sơn, Đàm Tùng Vận, Ngô Thiến                                                                            | Phim điện ảnh "Yêu em từ cái nhìn đầu tiên"                                 |
| 27/08 |                                | Lý Dịch Phong, Tần Tuấn Kiệt, Thành Nghị, Dương Tử, Đường Nghệ Hân, Trương Kiệt                                                                                 | Phim truyền hình "Thanh vân chí                                             |
| 03/09 | Chúng ta khai giảng rồi        | Mã Khả, Trương Bá Chi, Tống Tiểu Bảo, Trịnh Nguyên Sướng, Châu Đông Vũ, Mã Tư Thuần                                                                             | Phim điện ảnh "Thất nguyệt và an sinh"                                      |
| 10/09 | Trò chơi trốn tìm              | Hoắc Kiến Hoa, Trương Nghệ Hưng, Tần Hải Lộ, Phan Vỹ Bá, SNH48                                                                                                  | Phim điện ảnh "Trò chơi trốn tìm"                                           |
| 17/09 |                                | Lý Trị Đình, Quách Thái Khiết, Trương Kế Khoa, Trần Vỹ Đình, Nghiêm Khoan                                                                                       |                                                                             |
| 24/09 | Ngang qua xin đừng bỏ qua      | Đặng Siêu, Bạch Bách Hà, Dương Dương, Trương Thiên Ái, Nhạc Vân Bằng                                                                                            | Phim điện ảnh "Ngang qua thế giới của em"                                   |
| 01/10 | Cuộc đấu trí tuệ               | Quách Kính Minh, Phạm Băng Băng, Trần Học Đông, Lâm Duẫn, Vương Nguyên                                                                                          | Phim điện ảnh "Tước tích"                                                   |
| 08/10 |                                | Phát lại tập ngày 20/08 |                                                                             |
| 15/10 | Bảo bối thần kì                | Trương Nhược Quân, Doãn Chính, Lưu Hạo Nhiên, Trương Hinh Dư |                                                                             |
| 22/10 |                                | Thịnh Nhất Luân, Địch Lệ Nhiệt Ba, Đỗ Thuần, Mã Tô, Võ Nghệ | "Lý Tuệ Trân xinh đẹp"                                                      |
| 29/10 | Sổ tay rèn luyện đàn ông tốt   | Trương Trí Lâm, Viên Vịnh Nghi, Điền Lượng, Sa Dật, Đổng Lực, Trương Luân Thạc, Lí Giai Hàng, Thôi Nhã Hàm                                                      | "Bố ơi mình đi đâu thế" mùa 4, show "Sinh viên năm nhất"                    |
| 05/11 |                                | Dương Mịch, Đồng Lệ Á, Hoàng Tử Thao, Trương Lam Tâm, Tưởng Kình Phu, Thẩm Mộng Thần, Lý Duệ                                                                    | Show "Take a real man"                                                      |
| 12/11 |                                | Minh Đạo, Trương Tịnh Sơ, Viên Hoằng, Trương Hâm Nghệ, Tần Lam                                                                                                  | "Chúng ta yêu nhau đi"                                                      |
| 19/11 | Học viện pháp thuật            | Ngụy Đại Huân, Jackson Wang, Vương Âu, Dương Địch | Show "Điều kì diệu nhất"                                                    |
| 26/11 | Cuộc chiến cải biên ca khúc    | Phượng Hoàng truyền kì, Vũ Tuyền, Tôn Kiên, Phan Vỹ Bá, Thẩm Lăng, Lưu Duy                                                                                      |                                                                             |
| 03/12 | Ca sĩ giấu mặt                 | Trương Hàm Vận, Bành Quán Anh, Zhou Mi (ca sĩ), Vương Phi Phi, Lương Vịnh Kì, Vu Tiểu Đồng, Viên San San                                                        | "Lan Lăng Vương phi"                                                        |
| 10/12 | Vương tử khiêu chiến           | Âu Hào, Bạch Kính Đình, Thái Quốc Khánh, Trương Lượng | Phim điện ảnh "Thiếu niên", "Ba lần cưới của Bố"                            |
| 17/12 | Anh ấy xem ra rất thú vị 3     | Đường Yên, Hàn Đông Quân, Lưu Duy, Dương Địch, Trương Hạo Thần                                                                                                  |                                                                             |
| 24/12 | Chuyện ngoài lề đội Phi Hổ     | Thành Long, Vương Khải, Hoàng Tử Thao, Vương Đại Lục | Phim điện ảnh "Thiết đạo phi hổ"                                            |

### 2017
| Ngày  | Chủ đề                                         | Khách mời | Phim truyền hình/điện ảnh                                                    |
| 07/01 | Đại náo thiên trúc                             | Vương Bảo Cường, Bạch Khách, Triệu Anh Tuấn, Vương Tổ Lam, Nhạc Vân Bằng | Tuyên truyền phim điện ảnh "Đại náo thiên trúc"                              |
| 14/01 | Kế hoạch năm mới                               | Đặng Siêu, Bành Vu Yến, Hàn Hàn, Đổng Tử Kiện | Tuyên truyền phim "Đạp gió rẽ sóng"                                          |
| 21/01 | Tiệc hồng bao                                  | Ngô Diệc Phàm, Lâm Canh Tân, Lâm Duẫn, Vương Lệ Khôn, Bao Bối Nhĩ | "Tây du phục yêu thiên"                                                      |
| 28/01 | Vui vẻ có bạn                                  | Đường Yên, Châu Bút Sướng, Tạ Đình Phong, Dung Tổ Nhi, Trương Hàn, Từ Hạo, Thẩm Lăng | "Phong vị giang hồ: quyết chiến thực thần"                                   |
| 04/02 | Vương giả tranh bá                             | Chung Hán Lương, Giả Nãi Lượng, Mã Lệ, Vu Dương, Vương Tấn, Võ Nghệ, Tôn Nghệ Châu | "Chuyện cũ Đông Bắc"                                                         |
| 18/02 | Cùng nàng khiêu vũ                             | Địch Lệ Nhiệt Ba, Thịnh Nhất Luân, Vu Mông Lung, Ngụy Đại Huân, Dương Địch, Tôn Kiên, Hề Mộng Dao                                                                                                   | "Lý Tuệ Trân xinh đẹp", "Tam sinh tam thế thập lí đào hoa"                   |
| 24/02 | Phát lại chương trình ngày 26/11/2016          | |                                                                              |
| 04/03 | Hướng về cuộc sống                             | Hoàng Lỗi, Ngụy Đại Huân, Dương Địch, Vương Tấn, Henry Lau (Lưu Hiến Hoa) | Tuyên truyền show "Hướng về cuộc sống" và phim điện ảnh "Gia tộc phiền phức" |
| 11/03 | Xuân thiên hoa hoa du viên hội                 | Nhậm Gia Luân, Vu Tiểu Đồng, Dịch Dương Thiên Tỉ, Đại Trương Vỹ, Từ Hạo, Lý Hiện | Tuyên truyền show "Baby để anh đi"                                           |
| 18/03 | Tổng hợp các trích đoạn bị cắt                 | Đặng Siêu, Bạch Bách Hà, Dương Dương, Trương Thiên Ái, Hoắc Kiến Hoa, Tần Hải Lộ, Lay (ca sĩ)....                                                                                                   |                                                                              |
| 25/01 | Minh tinh đại trinh thám                       | Tống Thiến, Tô Hữu Bằng, Trương Lỗ Nhất | Phim điện ảnh "Hiến thân của nghi can X"                                     |
| 01/04 |                                                | Trần Hiểu, Lâm Y Thần, Bao Bối Nhĩ, Bao Văn Tịnh, Hồ Khả, Sa Dật |                                                                              |
| 08/04 |                                                | Địch Lệ Nhiệt Ba, Cao Vỹ Quang, Trương Vân Long, Trương Lượng, Doãn Chính | Phim điện ảnh "Ngạo kiều và định kiến"                                       |
| 15/04 |                                                | Quỷ Quỷ (nghệ sĩ), Ngụy Đại Huân, Tôn Di, Tống Uy Long, Đặng Luân, Chu Vũ Đồng, Đại Siêu, Ngô Ưu |                                                                              |
| 22/04 |                                                | Trương Vân Long, Dư Văn Lạc, Dương Thiên Hoa, Tưởng Kình Phu, Trần Á An, Tưởng Mộng Tiệp, Hám Thanh Tử                                                                                              | Phim điện ảnh "Xuân Kiều cứu Chí Minh"                                       |
| 29/04 |                                                | Tỉnh Bách Nhiên, Trần Bách Lâm, Dương Hựu Ninh, Giang Sơ Ảnh, Cổ Lực Na Trát, Tống Tổ Nhi, Lại Vũ Mộng                                                                                              | Tuyên truyền show "Hoa tỷ đệ" mùa 3                                          |
| 05/05 |                                                | Mã Khả, Trương Hinh Dư, Dịch Dương Thiên Tỉ, Kiều Chấn Vũ, Trương Tịnh Dĩnh, Kim Mân Kỳ | Phim truyền hình "Tư mỹ nhân"                                                |
| 13/05 |                                                | Từ Hải Kiều, Khương Triều, Hàn Canh, Bạch Khách, Dương Húc Văn |                                                                              |
| 20/05 |                                                | Trần Sổ, Lộc Hàm, Cổ Lực Na Trát, Tăng Thuấn Hy, Trương Nhược Quân, Mã Tư Thuần | Phim truyền hình "Trạch thiên ký"                                            |
| 27/05 |                                                | Dương Tử, Tần Tuấn Kiệt, Nhậm Gia Luân, Thư Sướng, Lương Điền, Dương Địch, Lưu Hiến Hoa |                                                                              |
| 03/06 | Hát lên đi, quậy lên đi                        | Cổ Cự Cơ, Vương Nguyên, Tôn Kiên, Trương Bích Thần, Dương Địch |                                                                              |
| 10/06 | Lợi hại! Chàng trai của tôi                    | Vương Nguyên, Ngụy Thần, Đặng Luân, Vu Tiểu Đồng,Dương Địch |                                                                              |
| 17/06 |                                                | Đường Nghệ Hân, Hàn Đông Quân, Hồ Ngạn Bân, Lưu Hiến Hoa, Dương Địch |                                                                              |
| 24/06 | Xưởng dệt mộng khoái lạc                       | Nguyễn Kinh Thiên, Từ Lộ, Lưu Hiến Hoa, Dương Địch, Vương Phi Phi, Tống Thiến, Hạ Vũ | Tuyên truyền phim "Ma thổi đèn", "Phản chuyển nhân sinh"                     |
| 01/07 | Hẹn ước 20 năm                                 | Trương Trí Lâm, Dung Tổ Nhi, Ngụy Đại Huân, Lưu Hiến Hoa, Cảnh Nhạc, Lưu Khải Uy, Tống Thiến | Phim điện ảnh "Kinh thành nhà số 81"                                         |
| 08/07 | Cảm ơn tình cảm của bạn                        | Triệu Lệ Dĩnh, Trần Vỹ Đình, Hoàng Tử Thao, Tống Tiểu Bảo, Âu Dương Na Na, Trần Phi Vũ, Nhậm Gia Luân, Ngưu Tuấn Phong, SNH48                                                                       | Phim điện ảnh "Bí quả"                                                       |
| 15/07 | Cảm ơn tình cảm của bạn                        | Vương Tổ Lam, Angelababy, Trương Hàn, Trương Nghệ Hưng, Trương Lượng |                                                                              |
| 22/07 | Cảm ơn tình cảm của bạn (kỉ niệm tập thứ 1000) | Hàn Canh, Thẩm Đằng, Mã Tô, Bao Bối Nhĩ, Chu Tử Kiêu, Võ Nghệ, Ngụy Đại Huân, Đặng Luân, Chu Á Văn, Vương Đại Lục, Trương Thiên Ái Video: Phạm Băng Băng, Lưu Đào, Tỉnh Bách Nhiên, Trương Nhất Sơn |                                                                              |
| 29/07 | Nghìn lẻ một đêm                               | TFBoys, Mã Tư Thuần, Châu Đông Vũ, Đậu Tĩnh Đồng, Triệu Hựu Đình |                                                                              |
| 05/08 | Nghìn lẻ một đêm                               | Lý Vũ Xuân, YIF, MC Thiên Hữu, Đường Quốc Cường, Lưu Hạo Nhiên, Quan Hiểu Đồng, Tằng Thuấn Hy, Phượng Hoàng truyền kỳ, TFBoys                                                                       |                                                                              |
| 12/08 | Thời đại thiếu niên                            | TFBoys, Trương Tử Phong, Đường Vũ Triết, Lý Phỉ Nhi, Dương Địch, Victoria Song | Phim truyền hình "Thời đại niên thiếu của chúng ta"                          |
| 19/08 | Khoái nam mau tới                              | Lý Kiện, Trần Lạp, La Chí Tường, Top 10 "Super Boy" 2017 | Show "Super boy 2017"                                                        |
| 26/08 | Nhà hàng Trung Hoa                             | Triệu Vy, Huỳnh Hiểu Minh, Trương Lượng, Đồng Đại Vy, Châu Đông Vũ, Cận Mộng Giai, Trần Kiều Ân | Show "Nhà hàng Trung Hoa"                                                    |
| 02/09 | Mã Lan Sơn có hip hop                          | Ngô Diệc Phàm, Mã Tô, Jony J | Show "Trung Quốc có hip hop"                                                 |
| 09/09 |                                                | Ngô Lỗi, Vương Gia Nhĩ, Hình Chiêu Lâm, Trần Học Đông, Lý Hiện |                                                                              |
| 16/09 | Anh ấy rất thú vị 4                            | Hoàng Hiên, Mike, Mao Hiểu Đồng, Hùng Tử Kỳ, Miêu Miêu, Chung Sở Hi, Lý Hiểu Phong, Dương Thái Ngọc                                                                                                 | Phim điện ảnh "Phương Hoa"                                                   |
| 23/09 | Có thể bên em như vậy                          | Trần Hách, Vương Tổ Lam, Bao Bối Nhĩ, Trần Tử Do, Đổng Thành Bằng | Phim điện ảnh "Ban nhạc máy khâu"                                            |
| 30/09 | Không nhiệt huyết, không bay lên               | Lý Thần, Phạm Băng Băng, Lý Thần Hạo, Ngụy Đại Huân | Phim điện ảnh "Không thiên liệp"                                             |
| 07/10 | Bạn tốt! Xin chào                              | Phan Vỹ Bá, Trương Nghệ Hưng, Trương Lượng, Angelababy |                                                                              |
| 14/10 | Cố lên! Thiếu niên                             | Trương Nhược Quân, Ngưu Tuấn Phong, Khương Triều, Hầu Minh Hạo., Hùng Tử Kỳ, Lữ Tiểu Vũ |                                                                              |
| 21/10 | Muốn hát cho bạn ghe                           | Trương Bích Thần, Chu Bút Sướng, Quách Bích Đình, Hùng Tử Kỳ, Hoàng Tông Trạch, Đàm Tùng Vận | Phim truyền hình "Đây khoảng sao trời kia khoảng biển 2"                     |
| 28/10 | Vòng bạn bè tốt nhất                           | Mã Tư Thuần, Thịnh Nhất Luân, Phan Vỹ Bá, lữ Vinh hạo | Phim truyền hình "Tướng quân ở trên ta ở dưới                                |
| 04/11 | Quán trọ thân yêu                              | Lưu Đào, Vương Kha, Trần Tường, Hám Thanh Tử, Kỷ Lăng Trần, Vương Tổ Lam, Lý Á Nam | Show "Quán trọ thân yêu"                                                     |
| 11/11 | Thế kỉ đại đồng khuông                         | Đỗ Giang, Ngô Tôn, Phan Việt Minh, Ngải Luân, Bạch Kính Đình | Show "Bố ơi mình đi đâu thế" mùa 5, phim truyền hình "Bạch dạ truy hung"     |
| 18/11 | Chờ em đến                                     | Hồ Ca, Gian Nhân Tư, Trần Long, Hồ Binh, Từ Các, Ngụy Đại Huân, Hùng Tử Kỳ | Phim truyền hình "Trường săn"                                                |
| 25/11 | Ai là người đàn ông số một                     | Khương Triều, Sa Dật, Trương Đại Đại, Dương Thước, Lâm Doãn, Trần Bách Lâm, Trương Vân Long | Phim truyền hình "Kỳ binh thần khuyển"                                       |
| 02/12 | Cuộc sống tươi đẹp của tôi                     | Đường Nghệ Hân, Phan Việt Minh, Dịch Dương Thiên Tỉ, Vương Gia, Quan Hiểu Đồng, Ngô Mục Dã |                                                                              |
| 09/12 | Tiền đồ rộng lớn                               | Lưu Hạo Nhiên, Trần Tư Thành, Viên Hoằng, Triệu Lập Tân, Trương Lệ, Âu Dương Na Na, Trần Hạo | Phim "Tiền đồ rộng lớn", "Cơ khí chi huyết"                                  |
| 16/12 | Trên thông báo có tên                          | Mã Khả, Quan Hiểu Đồng, Nhậm Trọng, Trần Tường, Vương Ngạn Lâm, Trương Hiểu Long | Phim truyền hình "Cực quang chi luyến"                                       |
| 23/12 | Thành phố điện ảnh                             | Ngô Quân Như, Thẩm Đằng, Chu Nhất Vi, Đỗ Giang, Hồ Nhất Thiên, Lưu Duy | Phim điện ảnh "Yêu linh linh", "Hành động biển đỏ"                           |
| 30/12 | Đêm dạ hội giải ưu                             | Vương Tuấn Khải, Địch Lệ Nhiệt Ba, Đổng Tử Kiện, Lý Hồng, Phùng Đề Mạc | Phim điện ảnh "Tiệm tạp hóa giải ưu"                                         |

### 2018
| Ngày            | Chủ đề                | Khách mời | Phim truyền hình/điện ảnh               |
| 6/1             | Nhà mạo hiểm dũng cảm | Lý Băng Băng, Ngô Tôn, Ngưu Tuấn Phong, Vũ Nghệ, Trương Tân Thành, ưu Duy, Phương Gia Dực                                           |                                         |
| 13/1            | Sóng gió Mã Lan Sơn   | Vương Khải, Mã Thiên Vũ, Vương Đại Lục, Diệp Tổ Tân                                                                                 | Phim điện ảnh "Bản sắc anh hùng"        |
| 20/1            |                       | Nguỵ Tuần, Trương Hàng, Mao Bất Dịch, Triệu Thiên Vũ, Hồ Nhất Thiên, Chung Sở Hy                                                    |                                         |
| 27/1            | Tiếu ngạo Mã Lan Sơn  | Quách Đức Cương, Nhạc Vân Bằng, Vu Khiêm, Quách Kỳ Lân, Dương Địch                                                                  |                                         |
| 03/02           | 10000 giờ             | Ngô Ánh Khiết, Dương Địch, Trương Nghệ Hưng, Thành viên "Thần tượng thực tập sinh"                                                  | Show "Thần tượng thực tập sinh"         |
| 10/2            | Đón năm mới           | Tống Uy Long, Lưu Hạo Nhiên, TIếu Ương, Uông Tô Lang, Vương Tấn, Lý Hạo Phi                                                         | Phim điện ảnh "Thám tử phố người Hoa 2" |
| 17/2            | Năm mới, 2018         | Địch Lệ Nhiệt Ba, Trương Tân Thành, Ngô Lỗi, Trương Bân Bân, Châu Du Dân, Dung Tổ Nhi, Viên Hoằng                                   | Phim truyền hình "Liệt hỏa như ca"      |
| 24/2            | Hát nào 2018          | Trương Thiều Hàm, Địch Thiên Lâm, Đàm Tùng Vận, Tôn Kiên, Tân Chỉ Lôi                                                               |                                         |
| 3/3             |                       | Hàn Tuyết, Phan việt Minh, Dương Địch, Hùng Tử Kỳ, Lưu Duy, Vương Ngạn Lâm, Lam Bác                                                 |                                         |
| 10/3            |                       | Phát các đoạn bị cắt |                                         |
| 17/3            |                       | Mao Bất Dịch, Trương Tân Thành, Kỷ Lăng Trần, Triệu Thiên Vũ, Trương Bích Thần, Bành Dục Sướng, Hình Chiêu Lâm, Trương Tuyết Nghênh |                                         |
| 24/3            |                       | Hàn Tuyết, Đặng Luân, Bạch Kính Đình, Dương Địch, Dương Dung, Mã Tư Thuần                                                           |                                         |
| 31/3            | Trạm tiếp theo là tôi | Hàn Đông Quân, Hùng Tử Kỳ, Lưu Duy, Kỷ Lăng Trần, Hồ Nhất Thiên, Tôn Di                                                             |                                         |
| 7/4             | Tìm phiếu hoan du ký  | Hàn Canh, Hùng Tử Kỳ, Hồ Băng Khanh, Tiêm Nhẫn Tư, Từ Chính Khê, Trương Đan Phong                                                   |                                         |
| 14/4            |                       | Ngô Ánh Khiết, Đường Nghệ Hân, Chung Sở Hi, Quách Kinh Phi, Vương Ngạn Lâm, Đổng Tử Kiện                                            |                                         |
| 21/4            | Rất muốn hát cùng bạn | Lưu Nhược Anh, Tỉnh Bách Nhiên, Mike D.Angelo, Mã Thiên Vũ, Hàn Đông Quân                                                           |                                         |
| 29/4 (Chủ nhật) |                       | Thẩm Nguyệt, Hồ Tiên Húc, Bành Dục Sướng, Vu Văn Văn, Trương Hách, Tống Uy Long, Châu Khiết Quỳnh                                   |                                         |
| 5/5             |                       | Dương Địch, Lưu Duy, Hề Mộng Dao, Đồng Lệ Á, Thái Thiếu Phân                                                                        |                                         |
| 12/5            | Hướng về cuộc sống    | Huỳnh Lỗi, Lưu Hiến Hoa, Bành Dục Sướng, Huỳnh Tông Trạch, Ngô Trác Hi                                                              |                                         |
| 19/5            |                       | Lam Doanh Oánh, Kinh Siêu, Châu Nhất Vi, Viên Hoằng, Thích Vi, Trương Hàn                                                           |                                         |
| 26/5            |                       | Thẩm Nguyệt, Quan Hồng, Tào Vân Kim, Sài Trí Bình, Vương Hạc Đệ, Lưu Duy, Ngô Hi Trạch, Lương Tịnh Khang                            |                                         |
| 2/6             |                       | Nine Percent |                                         |
| 9/6             |                       | Hùng Tử Kỳ, Châu Khiết Quỳnh, Trương Kiệt, Vũ Tuyền                                                                                 |                                         |
| 16/6            |                       | Hùng Tử Kỳ, Châu Khiết Quỳnh, Trương Kiệt, Vũ Tuyền, Nine Percent                                                                   |                                         |
| 23/6            |                       | Lý Đản, Vương Ngạn Lâm, Uông Tô Lang, Vu Văn Văn, Lý Dịch Phong, Trần Kiều Ân                                                       |                                         |
| 30/6            |                       | Bành Dục Sướng, Địch Thiên Lâm, Hồ Nhất Thiên, Chu Trinh, Quách Kinh Phi, Trương Lượng                                              |                                         |
| 7/7             |                       | Vương Nhất Bác, Trình Tiêu, Nhạc hoa thất tử NEX7                                                                                   |                                         |
| 14/7            |                       | Hùng Tử Kỳ, Lý Lan Địch, Quan Hồng, Vương Hạc Đệ, Bạch Vũ, Chu Nhất Long                                                            |                                         |
| 21/7            |                       | Lâm Canh Tân, Nguyễn KInh Thiên, Triệu Hựu Đình, Mã Tư Thuần                                                                        |                                         |
| 28/7            |                       | Trịnh Nguyên Sướng, Ngô Tôn, Tống Thiến, Lương Tịnh Khang, Cúc Tịnh Y                                                               |                                         |
| 04/8            |                       | Hoàng Bột, Trương Nghệ Hưng, Vương Tấn, Vương Bảo Cường                                                                             |                                         |
| 11/8            |                       | Vương Hạc Đệ, Quan Hồng, Lương Tịnh Khang, Ngô Hy Trạch, Trần Học Đông, Vũ Nghệ, Bành Dục Sướng                                     |                                         |
| 18/8            |                       | Tần Lam, Xa Thi Mạn, Ngô Cận Ngôn, Hứa Khải, Lưu Duy, Lưu Diệc Quân                                                                 |                                         |
| 25/8            |                       | Vương Tuấn Khải, Tô Hữu Bằng, Thư Kỳ, Bạch Cử Cương                                                                                 |                                         |
| 1/9             |                       | Dương Dương, Ngụy Đại Huân, Vương Lệ Khôn, Từ Hải Kiều                                                                              |                                         |
| 8/9             |                       | Trần Kiều Ân, Trình Tiêu, Trương Hàn, Đỗ Giang, Dương Địch, Hầu Bằng Nham                                                           |                                         |
| 15/9            |                       | Trần Khôn, Nghê Ni, Mã Lệ, Hách Lôi, Lư Tịnh San, Thường Viễn, Hoàng Tài Luân                                                       |                                         |
| 22/9            |                       | Trịnh Khải, Mao Bất Dịch, Cúc Tịnh Y, Lương Tịnh Khang, Khương Tử Tân, Vũ Nghệ                                                      |                                         |
| 1/10            |                       | Đặng Luân, Tỉnh Bách Nhiên, Ngụy Thần, Kim Đại Xuyên                                                                                |                                         |
| 6/10            |                       | Chung Hán Lương, Hứa Ngụy Châu, Tôn Di, Vu Mông Lung, Mã Thiên Vũ, Bao Bối Nhĩ                                                      |                                         |
| 13/10           |                       | Phát lại các đoạn đặc sắc |                                         |
| 20/10           |                       | La Vân Hi, Hứa Khải, Vương Mậu Lôi, Lưu Ân Thượng, Tô Thanh                                                                         |                                         |
| 27/10           |                       | Mike, Châu Khiết Quỳnh, Hình Chiêu Lâm, Lương Khiết, Ngô Khắc Quần, Trương Dư Hi                                                    |                                         |
| 3/11            |                       | Tần Lam, Vương Quán Dật, Phan Việt Minh, Vương Tấn, Vương Âu                                                                        |                                         |
| 10/11           |                       | Đồng Lệ Á, Doãn Chính, Đỗ Thuần, Trạch Thiên Lâm                                                                                    |                                         |
| 17/11           |                       | Hồ Nhất Thiên, Đàm Tùng Vận, Tào Vân Kim, Trịnh Nghiệp Thành                                                                        |                                         |
| 24/11           |                       | Khương Tử Tân, Viên Tuyền, Dương Dung, Lục Nghị, Quách Tuấn Thần, Kinh Siêu, Uông Tô Lang                                           |                                         |
| 1/12            |                       | Hàn Tuyết, Trương Nhược Quân, Trần Nghiên Hy, Quan Hồng, Từ Hải Kiều, Phí Khải Minh                                                 |                                         |
| 8/12            |                       | Trần Bách Lâm, Cảnh Điềm, Cúc Tịnh Y, Hoắc Tôn, Lại Vũ Mông, Trương Vân Lôi                                                         |                                         |
| 15/12           |                       | Tiểu Thẩm Dương, Tiêu Ương, Thường Viễn, Nông Vân Hạc, Nhạc Vân Bằng, Vương Tiểu Lợi                                                |                                         |
| 22/12           |                       | Hứa Ngụy Châu, Mike Angelo, Hầu Minh Hạo, Thịnh Nhất Luân, Bành Dục Sướng                                                           |                                         |
| 30/12           |                       | Dịch Dương Thiên Tỉ, Hoàng Tử Thao, Trần Tường, Vũ Nghệ                                                                             |                                         |

### 2019
| Ngày | Chủ đề                    | Khách mời | Phim truyền hình/điện ảnh                                    |
| 5/1  | Lần này phải thắng        | Hoàng Minh Hạo, Hàn Canh, Ngô Lỗi, Hàn Đông Quân, Lưu Vũ Ninh, Hoàng Đình Đình, Ngô Ánh Khiết, Vu Văn Văn             |                                                              |
| 12/1 | Là ai mang em đến bên anh | Hoàng Minh Hạo, Hồ Nhất Thiên, Trịnh Nguyên Sướng, Kim Hạn, Vu Tiểu Đồng                                              |                                                              |
| 19/1 |                           | Lương Tịnh Khanh, Doãn Chính, Trương Tân Thành, Hoàng Cảnh Du, Thẩm Đằng, Lưu Soái Lương, Doãn Phưởng, Trương Bản Dục | Phim "Bay Qua Đời Người"                                     |
| 26/1 | Tết Ông Công, Ông Táo     | Thành Long, Nguyễn Kinh Thiên, Chung Sở Hi, Từ Hải Kiều, Lâm Bách Hoằng, Lâm Bằng, Lương Tịnh Khang                   | Phim "Đại Chiến Âm Dương"                                    |
| 2/2  | Mừng Tết                  | Lâm Ngạn Tuấn, Dương Địch, Phương Gia Dực, Lưu Hiến Hoa, Hồ Tiên Húc, Kinh Siêu                                       |                                                              |
| 9/2  |                           | Phùng Thiệu Phong, Phan Việt Minh, Lưu Quân, Vương Nhân Quân, Lý Y Hiểu, Mã Lệ, Tôn KIên, Hoàng Mộng Oánh             | Phim "Minh Lan Truyện"                                       |
| 16/2 |                           | Trương Kiệt, Hoàng Minh Hạo, Kinh Siêu, Ngụy Đại Huân, Phương Gia Dực, Dương Địch                                     |                                                              |
| 23/2 |                           | Tống Uy Long, Kim Hạn, Hùng Tử Kỳ, Tư Ngoại Qua, Ngụy Đại Huân                                                        |                                                              |
| 2/3  |                           | Lại Quán Lâm, Trần Học Đông, Hứa Khải, Viên San San, Vương Cúc, Bạch Lộc, Đàn Kiện Thứ                                |                                                              |
| 9/3  | Phất cờ chiến thắng       | Trần Lập Nông, Vương Ngạn Lâm, Trương Tân Thành, Hứa Khải, Dương Siêu Việt, Ngũ Gia Thành, Bành Dục Sướng             |                                                              |
| 16/3 | Vương quốc vui vẻ         | Văn Vịnh San, Trương Minh Ân, A Vân Ca, Hùng Tử Kỳ, Uy Thần V                                                         | Phim "Chỉ vì gặp được em"                                    |
| 23/3 | Âm thanh tự nhiên         | Mao Bất Dịch, Thái Duy Trạch, Lưu Duy, Tiền Chính Hạo, Kinh Siêu, Phí Khởi Minh, Vũ Nghệ                              |                                                              |
| 30/3 | Phòng thí nghiệm khoa học | Mã Tư Thuần, Tống Giai, Tỉnh Bách Nhiên, Tần Hạo, Trần Nghiên Hy, Thẩm Nguyệt, Vương Tử Dị, Ngô Lỗi                   | Movie "Trong gió có áng mây hóa thành mưa"                   |
| 6/4  |                           | Hồ Khả, Sa Dật, Bành Dục Sướng, Dương Địch, Diêm Ni, Huỳnh Lỗi                                                        | Hướng về cuộc sống                                           |
| 13/4 |                           | Đàm Trác, Đồng Đại Vỹ, Vu Hiểu Quang, Đổng Tư Thành, Đại Trương Vỹ, Lưu Vũ Ninh                                       | Phim "Sư phụ của chúng ta"                                   |
| 20/4 | Sức hấp dẫn của tình yêu  | Trần Kiều Ân, Từ Hải Kiều, Tiêu Tuấn Diễm, Cao Thiên Hạc, Đồng Trác, Vương Đại Lục, Từ Minh Hạo                       |                                                              |
| 27/4 | Phòng tập bụng Mã Lan Sơn | Tăng Dật Khả, Bành Tiểu Nhiễm, Trần Tinh Húc, Hoắc Tôn, Uông Tô Lang                                                  |                                                              |
| 3/5  | Thanh xuân của chúng ta   | Sa Dật, Chu Chính Đình, Lăng Tiêu Túc, Vương Âu, Vũ Nghệ                                                              |                                                              |
| 11/5 |                           | Hoắc Kiến Hoa, Trương Tuấn Ninh, Cát Thi Mẫn, Dương Mịch, Ngụy Đại Huân, Hoàng Minh Hạo, Vương Hạc Đệ                 | Phim "Trúc Mộng Tình Duyên" Show "Trốn Thoát Khỏi Mật Thất"  |
| 18/5 | Đàn ông trưởng thành      | Trần Tiểu Xuân, Tào Vân Kim, Nhiếp Viễn, Trương Lượng                                                                 |                                                              |
| 25/5 | Phim rất hay              | Dương Mịch, Ngụy Đại Huân, Hoàng Minh Hạo, Vương Hạc Đệ, Hoắc Kiến Hoa, Trương Tuấn Ninh, Cát Thi Mẫn                 | Phim "Trúc Mộng Tình Duyên", Show "Trốn Thoát Khỏi Mật Thất" |
| 1/6  |                           | Cổ Lực Na Trát, Trương Thiệu Cương, Chu Tinh Kiệt, Trần Ý Hàm, Vương Lệ Khôn, Lưu Vũ Ninh, Lăng Tiêu Túc              | Phim " Phong thần diễn nghĩa" show "Thích anh em cũng vậy"   |
| 8/6  |                           | Vưu Trưởng Tĩnh, Vu Tiểu Đồng, Trần Học Đông, Trần Hách, Vương Tử Văn, Đường Hiểu Thiên, Đồng Trác                    |                                                              |
| 15/6 |                           | Dương Siêu Việt, Mạnh Mỹ Kỳ, Hà Lam Đậu, Đổng Lực, Uông Tô Lang                                                       |                                                              |
| 22/6 |                           | Thang Duy, Lưu Duy, Chu Á Văn, Kiều Chấn Vũ                                                                           |                                                              |
| 29/6 |                           | Trương Nghệ Hưng, Lý Vinh Hạo, Bành Dục Sướng, Trương Dật Kiệt, Đổng Lực, Tạ Bân Bân,                                 |                                                              |
| 6/7  |                           | Trương Tuyết Nghênh, Kinh Siêu, Lý Trị Đình, Lâm Nhất, Hình Phi, Lục Hổ, Hồ Hạ, Úc Khả Duy, Mao Bất Dịch              |                                                              |
| 13/7 |                           | Nhạc Vân Bằng, Đồng Lệ Á, Diêm Ni, Triệu Kim Mạch, Quách Tuấn Thần, Viên Hoằng                                        |                                                              |
| 20/7 |                           | Vương Tuấn Khải, Huỳnh Hiểu Minh, Tần Hải Lộ, Đồng Trác, Đổng Tử Kiện,                                                | Show "Nhà Hàng Trung Hoa"                                    |
| 27/7 |                           | Mã Thiên Vũ, Thẩm Nguyệt, Hùng Tử Kỳ, Trần Đô Linh, Hoàng Nhã Lị                                                      |                                                              |
| 3/8  |                           | Đặng Luân, Ngụy Đại Huân, Lý Hiện, Mã Tư Thuần, Ngô Tuyên Nghi, Đồng Trác, Nghê Hồng Khiết                            |                                                              |
| 10/8 |                           | Vương Nhất Bác, Ngụy Đại Huân, Kiều Hân, Quách Hiểu Đông, Ngô Cẩn Ngôn, Chu Trinh, Vu Bân, Uông Trác Thành            |                                                              |
| 17/8 |                           | Hàn Canh, Vương Tuấn Khải, Hứa Tình, Vu Hiểu Quang, Đồng Trác                                                         |                                                              |